# Supercoppa di Germania 2011
La Supercoppa di Germania 2011 (ufficialmente DFL-Supercup 2011) è stata la dodicesima edizione della Supercoppa di Germania.
Si è svolta il 23 luglio 2011 alla Veltins-Arena di Gelsenkirchen tra il Borussia Dortmund, vincitore della Bundesliga 2010-2011, e lo Schalke 04, vincitore della Coppa di Germania 2010-2011.
A conquistare il titolo è stato lo Schalke 04 che ha vinto ai rigori dopo lo 0-0 dei tempi regolamentari.

## Partecipanti
| Squadre           | Qualificazione                              | Partecipazioni precedenti (il grassetto indica la vittoria) |
| ----------------- | ------------------------------------------- | ----------------------------------------------------------- |
| Schalke 04        | Vincitore della Coppa di Germania 2010-2011 | 1 (2010)                                                    |
| Borussia Dortmund | Vincitore della Bundesliga 2010-2011        | 3 (1989, 1995, 1996)                                        |

## Tabellino
| Arbitro: | Kircher (Rottenburg am Neckar) |

|                           |                      |                                             |
| Holtby Edu Höwedes Jurado | Tiri di rigore 4 – 3 | Gündoğan Hummels Großkreutz Leitner Perišić |

| Schalke 04 | Borussia Dortmund |

### Formazioni
| Schalke 04:     |    |                       |     |     |
|                 |    |                       |     |     |
| P               | 1  | Ralf Fährmann         |     |     |
| D               | 12 | Marco Höger           |     |     |
| D               | 4  | Benedikt Höwedes (c)  |     |     |
| D               | 14 | Kyriakos Papadopoulos |     |     |
| D               | 23 | Christian Fuchs       |     |     |
| C               | 32 | Joël Matip            |     |     |
| C               | 10 | Lewis Holtby          |     |     |
| C               | 11 | Alexander Baumjohann  | 85’ | 89’ |
| C               | 31 | Julian Draxler        |     | 46’ |
| A               | 7  | Raúl                  |     |     |
| A               | 25 | Klaas-Jan Huntelaar   |     | 69’ |
| A disposizione: |    |                       |     |     |
| P               | 36 | Lars Unnerstall       |     |     |
| D               | 22 | Atsuto Uchida         |     |     |
| C               | 16 | Jan Morávek           |     | 69’ |
| C               | 18 | José Manuel Jurado    |     | 46’ |
| C               | 24 | Peer Kluge            |     |     |
| C               | 40 | Anthony Annan         |     |     |
| A               | 9  | Edu                   |     | 89’ |
| Allenatore:     |    |                       |     |     |
| Ralf Rangnick   |    |                       |     |     |

| Borussia Dortmund: |    |                    |     |     |
|                    |    |                    |     |     |
| P                  | 1  | Roman Weidenfeller |     |     |
| D                  | 26 | Łukasz Piszczek    |     |     |
| D                  | 27 | Felipe Santana     |     |     |
| D                  | 15 | Mats Hummels       |     |     |
| D                  | 24 | Chris Löwe         |     | 77’ |
| C                  | 5  | Sebastian Kehl (c) |     | 75’ |
| C                  | 21 | İlkay Gündoğan     |     |     |
| C                  | 11 | Mario Götze        |     | 75’ |
| C                  | 19 | Kevin Großkreutz   | 66’ |     |
| A                  | 23 | Shinji Kagawa      |     |     |
| A                  | 9  | Robert Lewandowski |     |     |
| A disposizione:    |    |                    |     |     |
| P                  | 20 | Mitchell Langerak  |     |     |
| D                  | 28 | Marc Hornschuh     |     |     |
| C                  | 7  | Moritz Leitner     |     | 77’ |
| C                  | 14 | Ivan Perišić       |     | 75’ |
| C                  | 22 | Sven Bender        |     | 75’ |
| A                  | 10 | Mohamed Zidan      |     |     |
| A                  | 13 | Damien Le Tallec   |     |     |
| Allenatore:        |    |                    |     |     |
| Jürgen Klopp       |    |                    |     |     |